# پیمان آتش‌بس ۲۲ ژوئن ۱۹۴۰

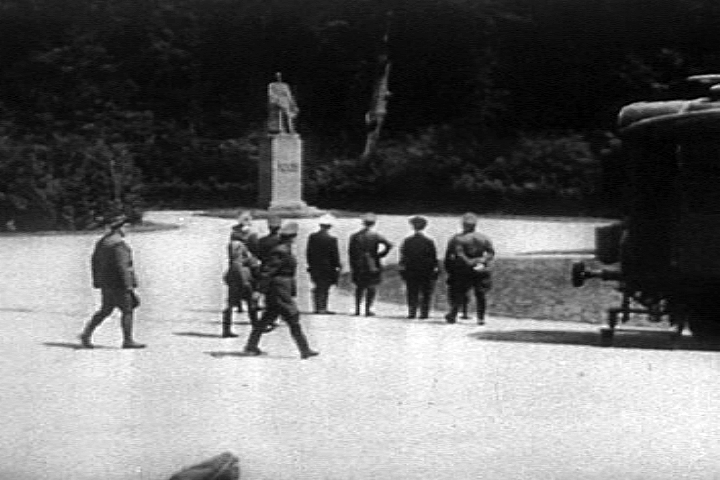
آدولف هیتلر (دست روی لگن) پیش از آغاز گفتگوها برای ترک مخاصمه در کومپین، فرانسه (۲۱ ژوئن ۱۹۴۰) به تندیس فردیناند فوش نگاه می‌کند.

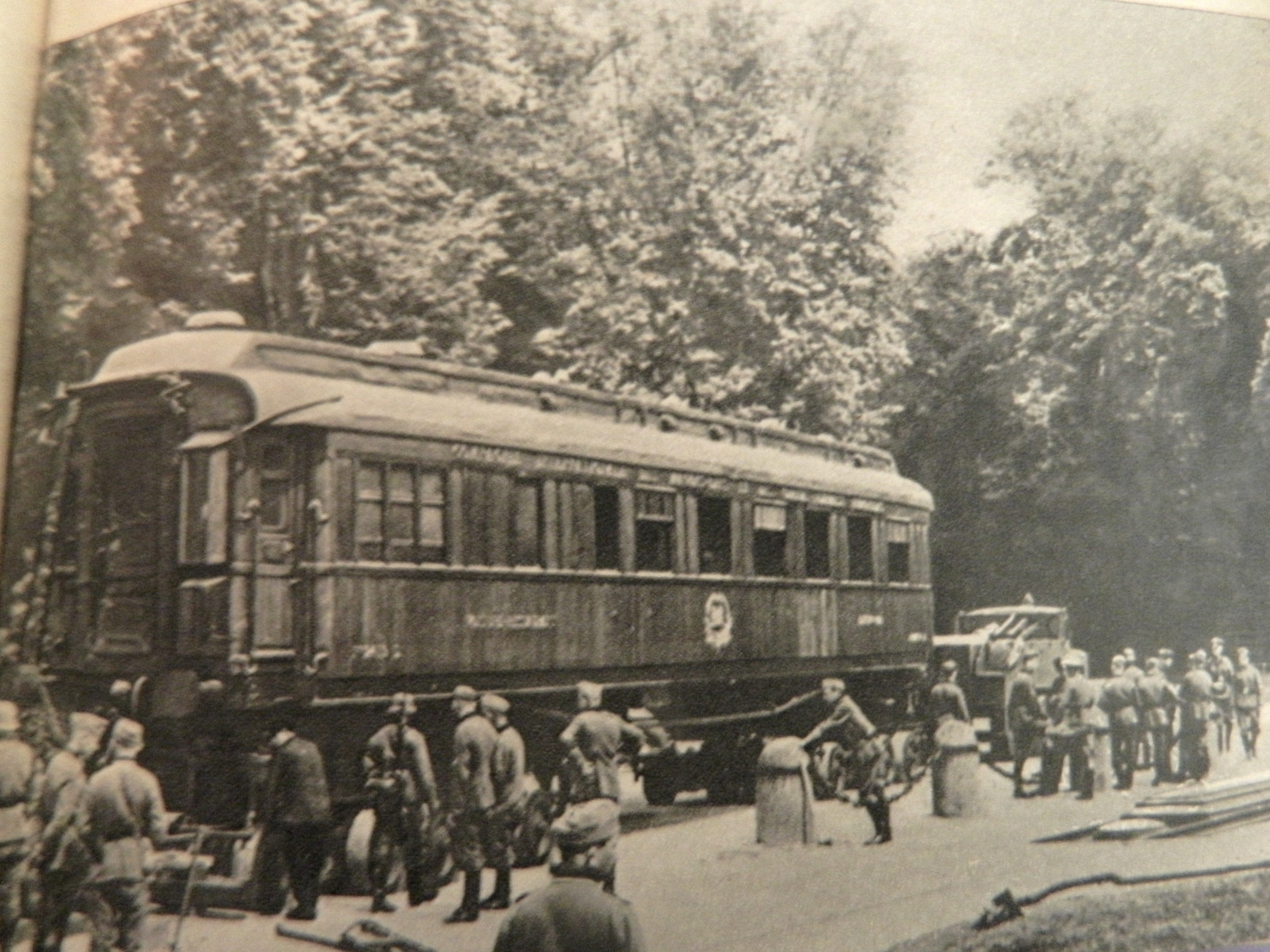
واگن قطار فردیناند فوش در همان محل امضای قرارداد ترک مخاصمه جنگ جهانی یکم، کومپین، ژوئن ۱۹۴۰

قرارداد ترک مخاصمه ۲۲ ژوئن ۱۹۴۰ که اغلب با عنوان تسلیم فرانسه شناخته می‌شود ، در ساعت ۱۸:۳۶ در نزدیکی کومپین، فرانسه، توسط مقام‌های آلمان نازی و جمهوری سوم فرانسه امضا شد. این آتش‌بس اما تنها پس از نیمه شب ۲۵ ژوئن عملیاتی شد.
امضاکنندگان از سوی آلمان شامل ویلهلم کایتل، یک افسر ارشد نظامی، فرمانده کل ورماخت (نیروهای مسلح آلمان) بودند، در حالی که افرادی که در سوی فرانسوی قرار داشتند، از جمله ژنرال شارل اونتزیگه، درجه‌های پایین‌تری داشتند. به دنبال پیروزی قاطع آلمان در نبرد فرانسه (۱۰ مه - ۲۱ ژوئن ۱۹۴۰) در طول جنگ جهانی دوم، این ترک مخاصمه منطقه‌ای اشغالی از سوی آلمان در شمال و غرب فرانسه ایجاد کرد که شامل تمام بندرهای کانال مانش و اقیانوس اطلس می‌شد و دیگر مناطق را به صورت «آزاد» برای اداره توسط فرانسه ویشی باقی گذاشت. آدولف هیتلر به عمد جنگل کومپین را به عنوان محل امضای قرارداد برگزید، چرا که این مکان نقشی نمادین به عنوان محل امضای آتش‌بس ۱۹۱۸ با آلمان داشت که نقطه پایانی جنگ جهانی نخست با تسلیم امپراتوری آلمان را رقم می‌زد.

## نبرد فرانسه
در پی تهاجم آلمان به لهستان و ورود فرانسه و بریتانیا به جنگ با آلمان در سپتامبر ۱۹۳۹، نیروهای ورماخت آلمانی به سرعت بلژیک، هلند، و لوکزامبورگ را اشغال کردند. به منظور مقابله با پیشروی آلمانی‌ها، بهترین و مدرن‌ترین واحدهای ارتش فرانسه به شمال فرستاده شدند، اما در محاصره نیروهای آلمانی قرار گرفتند. از این روی، فرانسوی‌ها بهترین سلاح‌های سنگین و بهترین تشکیلات زرهی خود را از دست دادند. میان ماه‌های مه و ژوئن ۱۹۴۰، نیروهای فرانسه به‌طور کلی عقب‌نشینی کرده و آلمان تهدید به اشغال پاریس کرد. دولت فرانسه به ناچار برای جلوگیری از نابودی در ۱۰ ژوئن به بوردو نقل مکان کرد و در همان روز پاریس را شهری بی‌دفاع اعلام کرد.
تا ۲۲ ژوئن، نیروهای مسلح آلمان ۲۷٬۰۰۰ کشته، بیش از ۱۱۱٬۰۰۰ زخمی و ۱۸٬۰۰۰ مفقود داشتند. تلفات فرانسه ۹۲٬۰۰۰ کشته و بیش از ۲۰۰٬۰۰۰ زخمی بود. نیروهای اعزامی بریتانیا ۶۸٬۰۰۰ تلفات متحمل شدند که حدود ۱۰ هزار تن از آن‌ها کشته شدند.

## انتخاب کومپین
هنگامی که آدولف هیتلر از دولت فرانسه خبری دربارهٔ تمایل آن‌ها به گفتگو دربارهٔ ترک مخاصمه دریافت کرد، وی جنگل کومپین را به عنوان محل گفتگوها گزید. از آنجا که کومپین پیشتر محل امضای آتش‌بس ۱۱ نوامبر ۱۹۱۸ بود که به جنگ جهانی اول با تسلیم آلمان خاتمه می‌داد، هیتلر از این فرصت و مکان به عنوان بهترین لحظه انتقام‌گیری آلمان از فرانسه بهره گرفت. وی تصمیم گرفت که امضای قرارداد ترک مخاصمه در همان واگن قطاری، مسوم به واگن کومپین، صورت گیرد که آلمانی‌ها در آن ترک مخاصمه ۱۹۱۸ را امضا کرده بودند. در آخرین جمله از مقدمه قرارداد، تهیه‌کنندگان قرارداد متنی به شکل «با این وجود آلمان قصد ندارد از شرایط ترک مخاصمه و گفتگوهای ترک مخاصمه به عنوان نوعی تحقیر علیه چنین حریف شجاعی بهره گیرد» را گنجاندند که اشاره به نیروهای فرانسوی داشت. در بند ۳ ماده ۲، تهیه‌کنندگان اظهار داشتند که قصد آنها اشغال سنگین شمال غرب فرانسه پس از برطرف شدن درگیری‌ها با بریتانیا نبوده‌است.
ویلیام شایرر، که در گفتگوهای آن روز حضور داشت، گزارش می‌دهد، «من با او پنجاه گام فاصله ندارم. […] من بارها آن چهره را در لحظات مهم زندگی او دیده‌ام. اما آن روز! آن نگاه شعله‌ور از تمسخر، عصبانیت، نفرت ، انتقام، و پیروزی بود.» سپس، در ۲۱ ژوئن ۱۹۴۰، هیتلر در همان واگن قطاری که در آن آتش‌بس ۱۹۱۸ امضا شده بود (واگن از ساختمان موزه‌ای در نزدیکی برداشته شد و دقیقاً در همان مکان سال ۱۹۱۸ قرار گرفت)، بر روی همان صندلی که مارشال فردیناند فوش هنگام روبرو شدن با نمایندگان امپراتوری شکست خوردهٔ آلمان بر آن نشسته بود، نشست. پس از گوش دادن به خوانش مقدمه، هیتلر - در اقدامی حساب شده از تحقیر و اهانت به نمایندگان فرانسوی - کالسکه را ترک کرد، درست آنچنانکه که فوش در سال ۱۹۱۸ انجام داده بود، و گفتگوها را به فرمانده عالی خود (Oberkommando der Wehmaht) ژنرال ویلهلم کایتل سپرد. گفتگوها سپس به مدت یک روز، تا عصر ۲۲ ژوئن ۱۹۴۰، طول کشیدند. ژنرال شارل اونتزیگه ناچار شد با نمایندگان دولت فرانسه که به بوردو فرار کرده بودند، به‌طور تلفنی دربارهٔ این شرایط صحبت کند؛ بیشتر اما با وزیر دفاع تازه معرفی شده، ژنرال ماکسیم ویگان.
مکان امضای قرارداد به دستور هیتلر سه روز بعد توسط آلمانی‌ها نابود شد. واگن قطار به همراه تکه‌های یک لوح سنگی بزرگ به عنوان غنیمت جنگی به برلین برده شدند. بنای یادبود آلزاس-لورن (که عقابی آلمانی را که توسط شمشیر به دام افتاده‌است به تصویر می‌کشید) نیز نابود شد و تمام شواهد وجود این مکان محو شدند، به استثنای تندیس فردیناند فوش: هیتلر دستور داد که آن را دست نخورده باقی بگذارند تا تندیس نظاره‌گر زمینی بایر و نابودشده باشد. واگن قطار بعدها در برلین به نمایش گذاشته شد و سپس در سال ۱۹۴۵ به کراوینکل در تورینگن منتقل شد و در آنجا توسط نیروهای اس‌اس نابود و بقایای آن دفن شد. پس از جنگ، این مکان و یادبودهای آن توسط نیروی اسیر آلمانی بازسازی شدند.